# Дніпровська обласна філармонія
Дніпропетровська обласна філармонія імені Леоніда Когана — державна концертна організація у Дніпрі. Заснована 1936 року рішенням Дніпропетровського облвиконкому.
Будівля філармонії збудована у 1911—1913 за проектом архітектора Олександра Гінзбурга як театр-клуб громадського зібрання. У радянські часи цей будинок функціонував як палац залізничників. 11 вересня 2001 року будівля передана на баланс обласної філармонії (до 1997 року колектив філармонії знаходився в будівлі палацу Ілліча. Постановою Кабінету Міністрів України від 21 серпня 2019 р. № 763 будівлю колишнього громадського зібрання внесено до Державного реєстру нерухомих пам’яток України. 
До складу філармонії входять:
- Симфонічний оркестр [Архівовано 16 січня 2021 у Wayback Machine.]
- Джазовий оркестр "Dnipro band" [Архівовано 2 грудня 2020 у Wayback Machine.]
- Етнічний  колектив "Riverland"
- Квартет «Коган квартет»
- Вокал шоу "КОНСОНАНС" [Архівовано 2 грудня 2020 у Wayback Machine.]
- Шоу балет "КАДАНС" [Архівовано 2 грудня 2020 у Wayback Machine.]
- Естрадний відділ [Архівовано 16 січня 2021 у Wayback Machine.]

Філармонією керують:
- директор  — Хасапов Олександр Дмитрович
- Художній керівник — Соколовський Олександр Вітольдович

У 1958—1961 роках диригентом був Геннадій Проваторов. 
В різні роки у філармонії працювали: Н. Новикова, Костянтин Огнєвий, В. Сучков, Олександр Таранець, I. Немирович, Р. Борисюк, Олег Марусєв, О. Корєнєва, Т. Антипова, М. Огнєва, Л. Мазепа, М. Маркіна, Б. Корнєєв, Є. Тютюнов, В. Радченко, М. Костюкова, А. Луговська, О. Мандель, I. Авраменко, Г. Сорокін, Михайло Некрич, Володимир Бондарчук, Людмила Артеменко.